# Armando Segato
Armando Segato (Vicenza, 1930. május 3. – Firenze, 1973. február 19.) olasz válogatott labdarúgó, később edző.

## Pályafutása
Ifjúsági karrierjét a Torinóban kezdte, azonban első felnőttmeccseit végül az ország másik végén, a Cagliariban játszotta le. Két év után a szintén harmadosztályú Pratóhoz szerződött, ahol újabb két szezont húzott le.
1952-ben érkezett el számára a nagy ugrás a pályafutásában, ugyanis a Fiorentina szerződtette, itt találta meg igazi helyét is a középpályán irányítóként, Fulvio Bernardini edzősége alatt. Részese volt 1956-ban a Fiorentina története első bajnoki címének, a következő szezonban pedig a BEK-ben is a döntőig menetelt a Fiorentina, ahol csak a korszak egyeduralkodója, a Real Madrid tudta megállítani. Fiorentina-mezben végül több, mint kétszáz bajnokin lépett pályára, melyeken tizenhat gólt szerzett.
1960-ban Udinébe szerződött, amelynél utolsó szezonjában már mint játékos-edző funkcionált az ekkoriban mélyrepülésben lévő udinei csapatnál. 1964-ben egyrészt teljesen visszavonult az aktív játéktól, másrészt már nem is ő volt az Udinese edzője. Egy év után kapott ismét kispadot, amikor a Venezia trénere lett. A velenceieknél rendkívül erős csapatot rakott össze a másodosztályban, amely évtizedekig tartotta a góltalansági rekordot 866 perccel, majd a jó teljesítményének köszönhetően a Serie A-ba is feljutott. Bár első első osztályú szezonjában rögtön ki is esett a Venezia, Segato egészen 1968-ig a csapat edzője maradt. Utolsó csapata edzőként a Reggina volt, ám betegsége miatt csak egyetlen szezon erejéig tudta ellátni feladatát.
A válogatottban 1953-ban mutatkozhatott be, és összesen húsz összecsapáson kapott lehetőséget. Részt vett az 1954-es világbajnokságon, ahol a házigazda Svájc ellen kapott lehetőséget.
Még a Venezia edzőjeként, egy lábtörést követő műtét során diagnosztizálták nála az amiotrófiás laterálszklerózis nevű betegséget, ami miatt fokozatosan elkezdtek sorvadni az izmai. A betegség annyira elhatalmasodott rajta, hogy 1969-ben le kellett mondania Reggina vezetőedzői posztjáról, négy évvel később, mindössze negyvenhárom évesen pedig meg is halt.

## Sikerei, díjai
- Olasz bajnok: 
  - 1955–56
- BEK-döntős:
  - 1956-57
- Grasshoppers-kupa: 
  - 1957